# Rikissa av Polen (drottning av Ungern)
Rikissa av Polen, född 22 september 1013, död 21 maj 1075, var ungersk drottning, gift med kung Béla I av Ungern. Hon var dotter till Mieszko II av Polen. 
Äktenskapet arrangerades efter att Bela hade hjälpt hennes far i kampen mot de hedniska pomeranerna under 1032, vigseln ägde rum tidigast 1039 och senast 1042. Paret flyttade till Ungern 1048, efter att Bela hade fått en tredjedel av Ungern i förläning av sin bror. Efter makens död 1063 återvände hon troligen till Polen, där hon begravdes.